# 红球藻纲
红球藻纲（学名：Rhodellophyceae）为红藻门的一个纲。

## 下级分类
本纲包括以下目：
- Dixoniellales
- Glaucosphaerales
- 红球藻目 Rhodellales